# Iberia Inc.

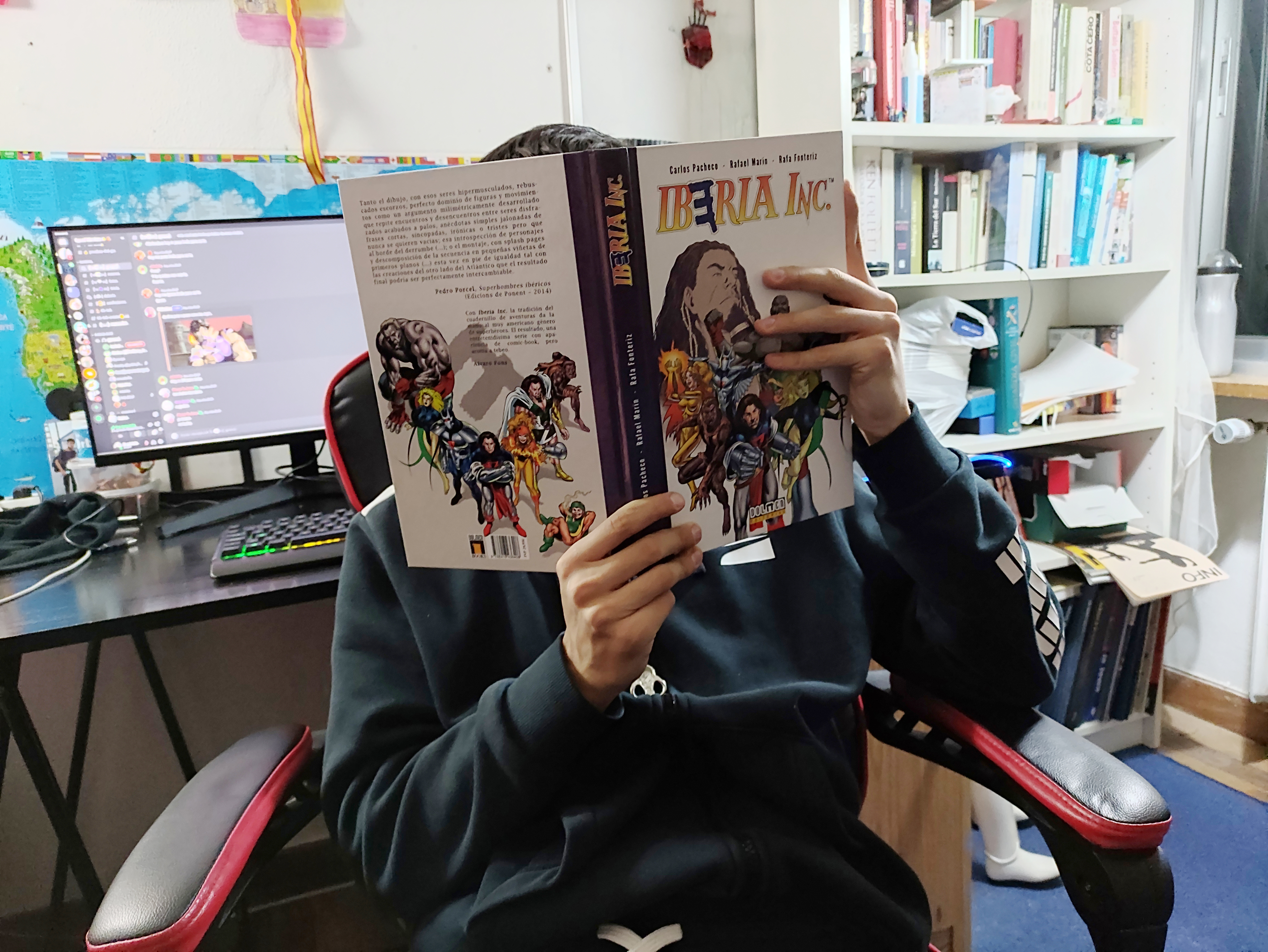
Niño leyendo el recopilatorio de Iberia Inc.

Iberia Inc. es una historieta de superhéroes españoles realizada al estilo estadounidense. Creada y guionizada por Rafael Marín y Carlos Pacheco, Iberia Inc. se creó como parte de un proyecto para Fórum en 1992 que nunca vio la luz. Más tarde se pretendió hacer una miniserie en Marvel UK (llegaron a aparecer como un cameo en Avengers Forever, una miniserie para Marvel en la que trabajaba Carlos Pacheco) y terminó siendo publicada por la colección Laberinto de Planeta, en 1997. Los dibujantes fueron Rafa Fonteriz y Jesús Yugo.
Se publicaron seis números, más un libro de fichas y una recopilación en álbum.

## Historia
Cuenta las andanzas de un grupo de superhéroes reclutados por Juan Pedro Lázaro, antiguamente el superhéroe Flechita, al servicio del gobierno franquista, para servicio del gobierno español dentro del Ministerio de Defensa de España. Los integrantes de Iberia son:
- Trueno: científico y líder del grupo además de un claro homenaje al Capitán Trueno.
- Lobisome: profesor de literatura convertido en hombre lobo.
- Melkart: dios fenicio y héroe griego y romano poseedor del cetro de la sabiduría.
- Aquaviva: descendiente de Tartessos, una civilización de la que pudo proceder el mito de la Atlántida.
- Drac de Ferro: millonario catalán con una armadura capaz de licuarse.
- Dolmen: balear de origen judío capaz de convertirse en un gigante de piedra.
- Trasnu: duende asturiano.
- Traka: mutante valenciana con pirokinesis y portada de la revista Interviú en la ficción en el recopilatorio de Pacheco, Marín Trechera y Fronteriz (2016, p. 166).

La miniserie presentó también otro grupo de superhéroes españoles, la Triada Vértice, que tendrían posteriormente su propia miniserie.
Iberia Inc. ganó el premio Ignotus a la mejor producción audiovisual en 1997.